# Praia de Inema

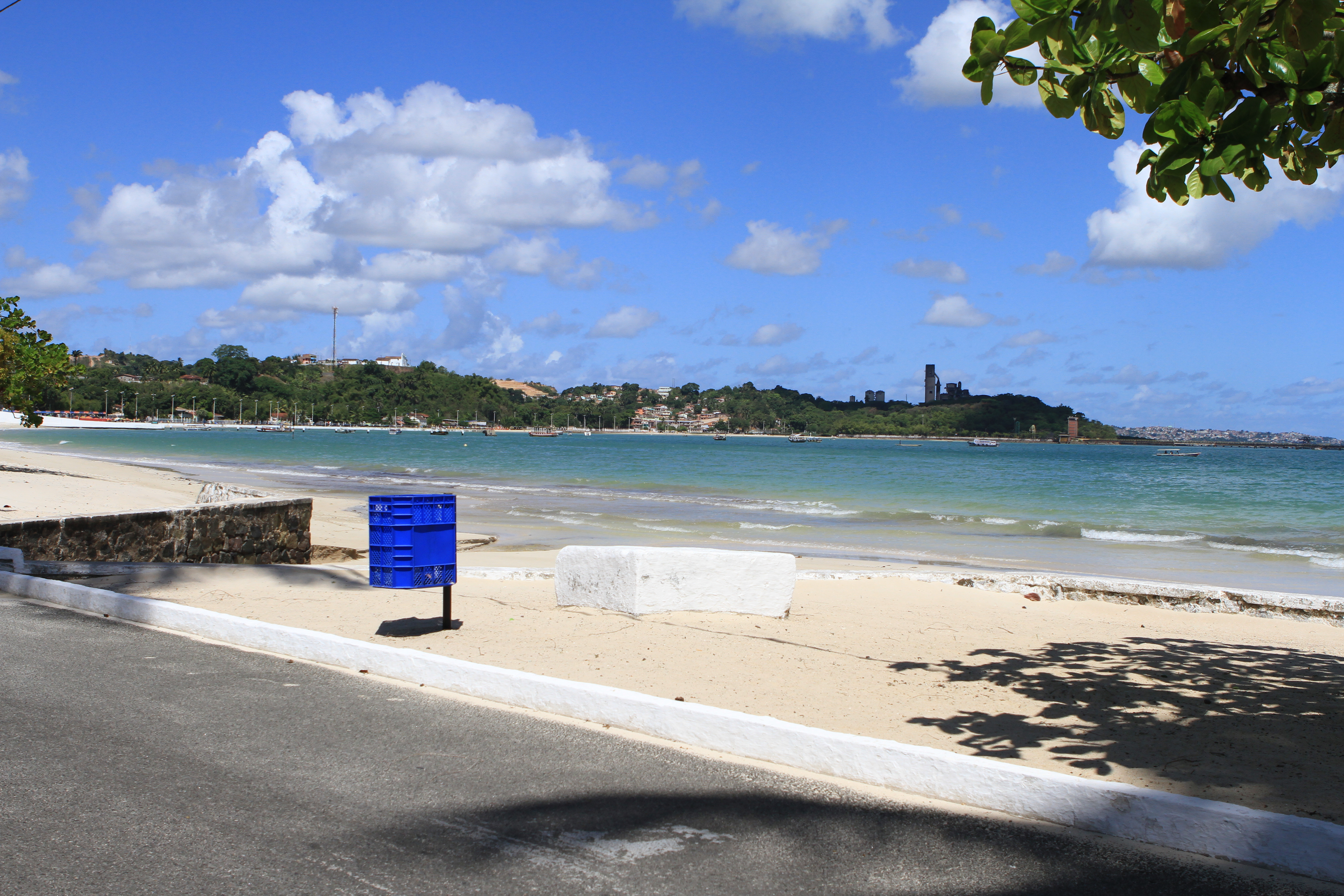
A praia.

A Praia de Inema é uma praia de Salvador, no estado da Bahia, no Brasil. Localiza-se em uma pequena enseada da Baía de Todos os Santos no bairro de São Tomé de Paripe. A praia é dividida em duas, uma parte da praia pertence à Marinha do Brasil, sendo de acesso restrito, e a outra parte é liberada para a população. Ficou nacionalmente conhecida por ter sido o local escolhido pelo então presidente eleito Fernando Henrique Cardoso para passar férias, em 1998. O gesto foi repetido pelo ex-presidente Luiz Inácio Lula da Silva, em 2009, pela ex-presidente Dilma Rousseff, de 2011 a 2014 e pelo ex-presidente Michel Temer, em 2017.
Nas instalações da Marinha (vila militar), além de local de hospedagem há um cineteatro e uma capela.

## Etimologia
"Inema" é uma palavra proveniente da língua tupi. Significa "água fedorenta", através da junção dos termos  'y  ("água") e nem ("fedorento").